# Samuel Clegg (hijo)
Samuel Clegg (2 de abril de 1814 - 22 de julio de 1856) fue un ingeniero civil y profesor británico.

## Semblanza
Clegg era el único hijo del también ingeniero Samuel Clegg. Trabajó como ingeniero asistente en las líneas del Ferrocarril de Greenwich, del Great Western Railway y del Ferrocarril de los Condados del Este (posteriormente, el Great Eastern Railway), y como ingeniero residente en el Ferrocarril de Southampton y Dorchester hasta 1844. En 1836 había realizado un estudio cartográfico de parte de la región del Algarve en Portugal, y en 1849 fue nombrado profesor de ingeniería civil y arquitectura en el Colegio de Ingenieros Civiles de Putney. Ese mismo año comenzó a trabajar como profesor de ingeniería civil en la Real Escuela de Ingeniería Militar, cargo que ocupó hasta su muerte en 1856.
En 1855, el Gobierno Británico envió a Clegg a Demerara (en la Guayana británica) para informar sobre el estado de los malecones existentes y supervisar su restauración. Fue autor de un tratado sobre gas de alumbrado en 1850.
Cleg murió en Putney en 1856 a los 42 años de edad. Tenía esposa e hijos pequeños. En el momento de su muerte estaba ideando un plan para trasladar todas las fábricas de gas de Londres a una ubicación en la costa de Essex.